# Nate Miller
Nate Miller (* 3. August 1963 in Philadelphia) ist ehemaliger US-amerikanischer Profiboxer und WBA-Weltmeister im Cruisergewicht.

## Karriere
Miller, oft mit seinem Kampfnamen Mister genannt, wurde 1986 Profiboxer. 1994 boxte er gegen den amtierenden IBF-Weltmeister im Cruisergewicht, Al Ice Cole, verlor jedoch diesen Kampf. Ein Jahr später bestritt Miller erneut einen WM-Kampf. Er besiegte den amtierenden WBA-Weltmeister Orlin Norris. Er verteidigte seinen Titel in vier weiteren Kämpfen erfolgreich, bevor er 1997 Fabrice Tiozzo unterlag.